# Jazeera Airways
Jazeera Airways (em árabe: طيران الجزيرة) é uma linha aérea de baixo custo com base no Kuwait. Opera voos regulares a Oriente Médio. Sua base de operações principal é o Aeroporto Internacional do Kuwait. 

## Ligações Externas
- Jazeera Airways